# Auctor

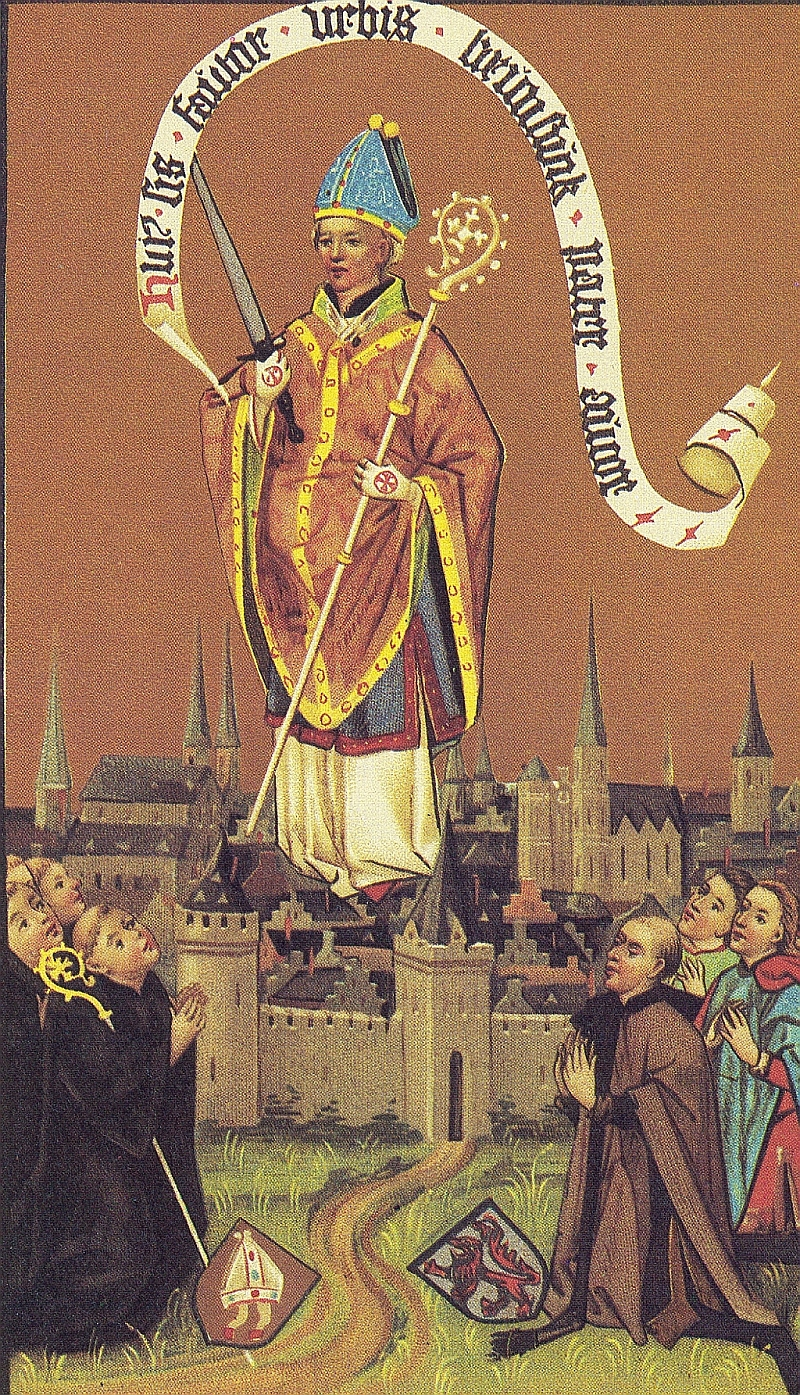
Darstellung des Heiligen Autor um 1460: Bei der Belagerung Braunschweigs durch die Truppen des staufischen Königs Philipp von Schwaben im Jahre 1200 erschien St. Autor mit Schwert und Bischofsstab über der belagerten Stadt und verhinderte so deren Einnahme.
Auf dem Spruchband steht in gotischen Buchminuskeln: „huius sis fautor urbis brunswik pater autor“ („Sei dieser Stadt Braunschweig Beschützer, Vater Autor!“).

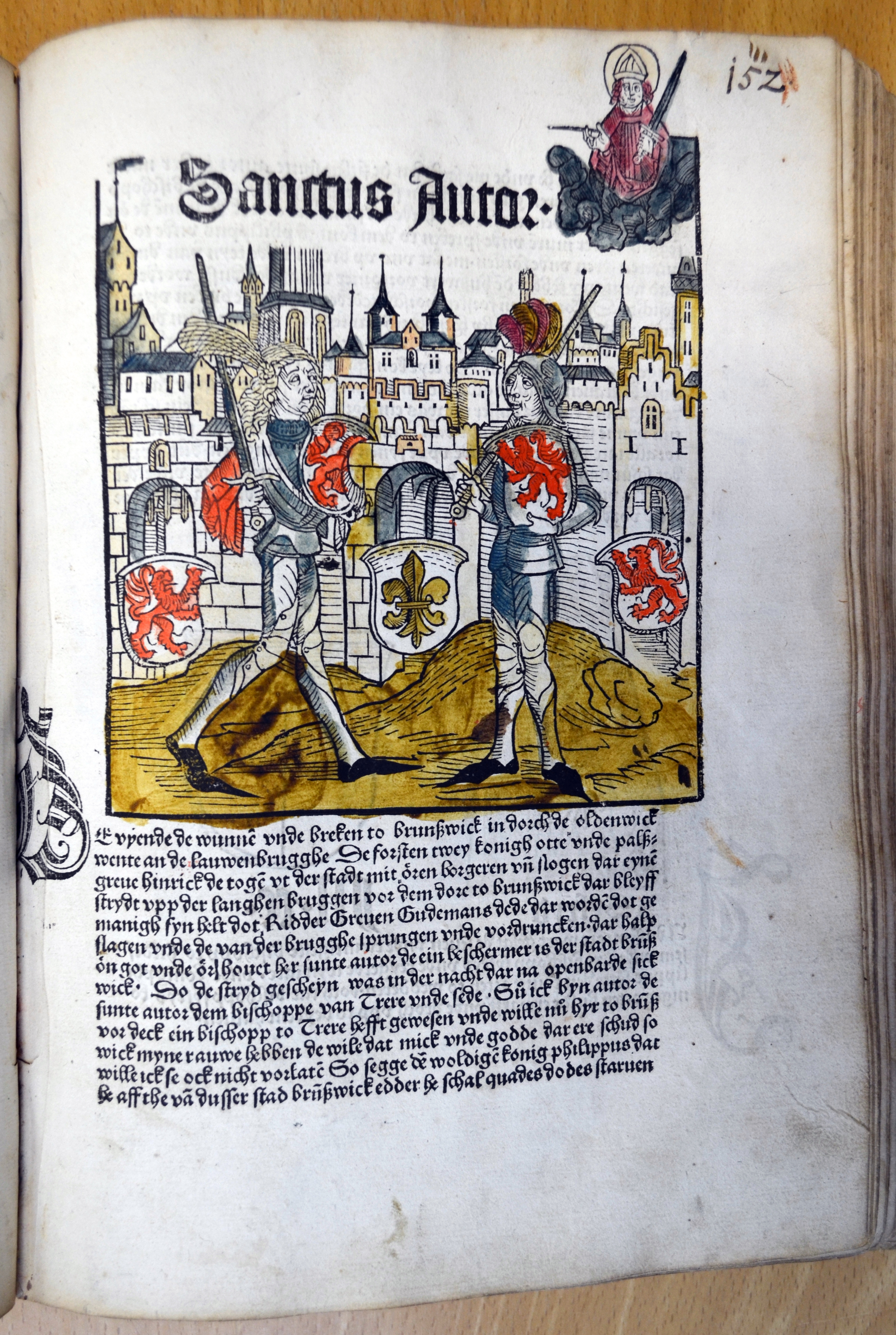
Die Sachsenchronik von entweder Cord Bote oder Hermann Bote aus dem Jahre 1492: Abbildung der Stadt Braunschweig, über ihr rechts oben thronend ihr Schutzpatron Sankt Autor („Sanctus Autor“). Im Vordergrund wohl zwei Ritter der Lilienvente.

Auctor, auch Autor, Auteur oder Adinctor genannt, (* ca. 5. Jahrhundert) ist seit dem Jahre 1200 der Stadtheilige und Schutzpatron der Stadt Braunschweig. Sein Gedenktag, der 20. August, ist gleichzeitig bis in die Neuzeit hinein der Stadtfeiertag Braunschweigs gewesen.

## Leben und Nachleben

### Metz
Über die historische Person Auctor ist kaum etwas bekannt. Nicht eindeutig geklärt ist, woher Auctor stammte und wo er wirkte, denn es gab an verschiedenen Orten mehrere Personen dieses Namens. Nach unsicherer Überlieferung soll er in Griechenland geboren und in Rom ordiniert worden sein. Von dort soll er nach Gallien weiter gezogen sein. Der 13. Bischof des lothringischen Metz trug diesen Namen, als Attilas Hunnen die Stadt im Jahre 451 einnahmen. Er wird so zum ersten Mal in einem Manuskript aus dem Jahre 776 erwähnt. Die Reliquien des Metzer Bischofs wurden 830 in das elsässische Kloster Marmoutier gebracht. Sein Grab wurde dort 1525 während des Bauernkrieges zerstört. Sein Gedenktag ist der 9. August.

### Trier
In Trier, das ca. 100 km nordöstlich von Metz liegt, soll es mindestens einen, evtl. sogar zwei Bischöfe dieses Namens gegeben haben (wiewohl diese historisch nicht belegbar sind). Es ist allerdings gleichfalls bisher nicht geklärt, ob „Auctor“ tatsächlich (immer) ein Personenname in Trier war oder ob es sich dabei nicht auch um ein Appellativum im Sinne von „Schöpfer“ oder „Stifter“ handeln könnte. Weiterhin wird vermutet, dass die Gebeine eines Auctor, die sich im Trierer Reichsabtei St. Maximin befanden, durch Reliquientranslation von Metz dorthin gelangt sein könnten. Ein dazugehöriger Kult entwickelte sich in Trier erst im letzten Drittel des 11. Jahrhunderts. Sein Gedenktag ist – wie der des Braunschweiger Schutzheiligen – der 20. August.

### Legende des Braunschweiger Schutzpatrons
Der brunonischen Markgräfin Gertrud der Jüngeren von Braunschweig soll der Heilige im Traum erschienen sein, wobei er sie um Überführung seiner Gebeine nach Braunschweig bat. Im Jahre 1113 wurden die Reliquien von Trier dorthin gebracht und gelangten 1115 in das neu gegründete Aegidienkloster. Arnold von Lübeck erwähnt dies in seiner um 1210 abgeschlossenen Chronica Slavorum. Nach anderer Quelle kam es bereits 1105 und 1107 zu Reliquienüberführungen vom St. Maximin in das Kloster Helmarshausen, von wo aus sie schließlich nach Braunschweig gebracht wurden.
Während des welfisch-staufischen Thronstreits belagerten die Truppen des staufischen Königs Philipp von Schwaben im Jahre 1200 die welfische Stadt Braunschweig. Am 20. August des Jahres bewahrte der Heilige Auctor die Stadt vor der Einnahme, indem er den feindlichen Truppen mit dem Schwert in der Hand erschien, woraufhin diese die Belagerung abbrachen. Seither gilt er als Schutzpatron Braunschweigs und der 20. August als „Autorstag“.
Auch die verhältnismäßig friedliche Beendigung innerstädtischer Revolten gegen den Rat, der sogenannten „Braunschweiger Schichten“, während des 14. und 15. Jahrhunderts wurde dem Wirken des Stadtheiligen zugeschrieben.

### Reliquien und Verehrung

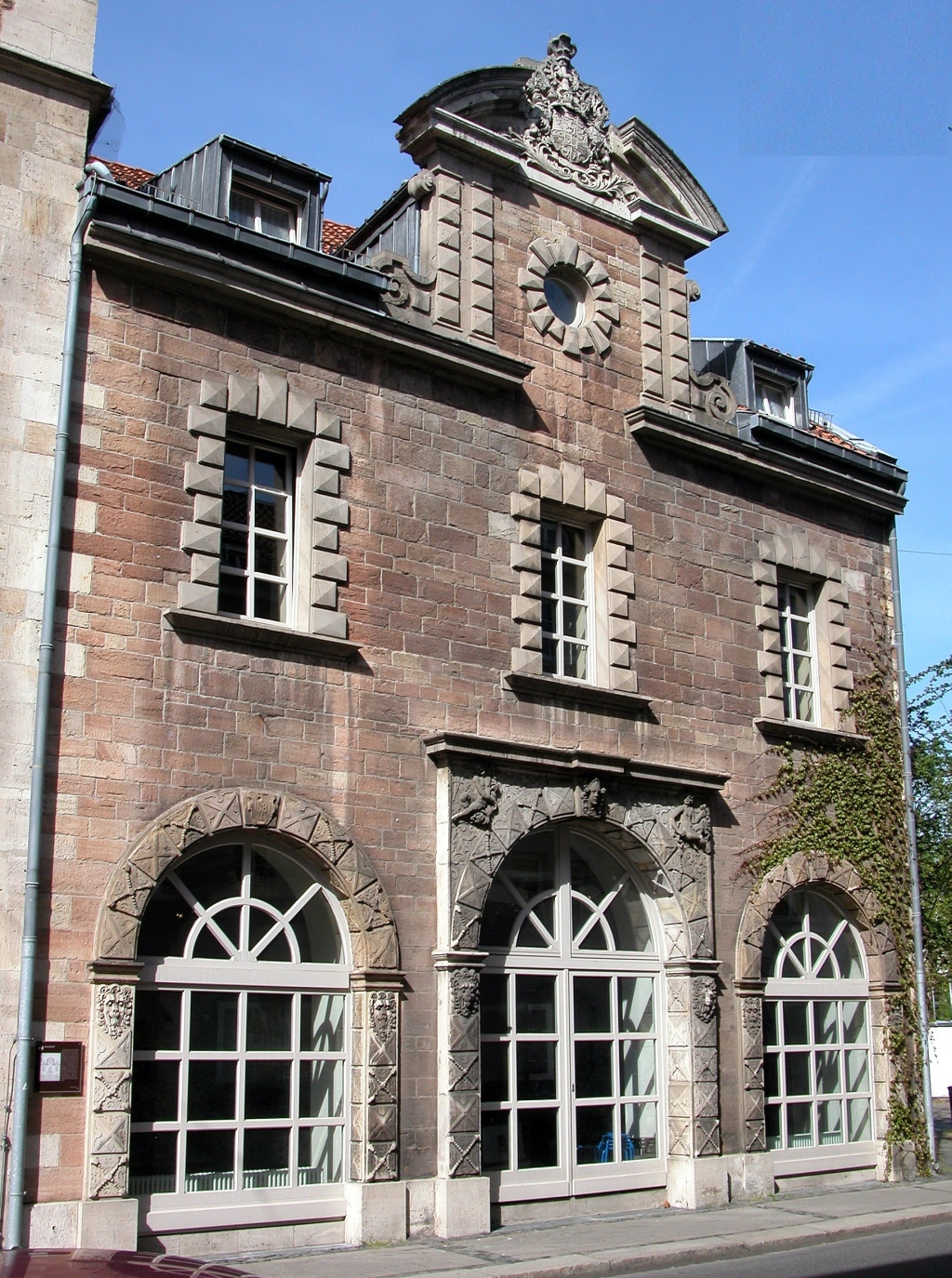
Der Autorshof

Seine Reliquien wurden seit 1115 im Braunschweiger Benediktinerkloster St. Maria und Aegidius neben letzterem Hauptpatron verehrt. Nach der Errettung der Stadt vor den staufischen Belagerern im Jahre 1200 galt St. Auctor fortan als Beschützer und Stadtheiliger, dessen Reliquien jedes Jahr an seinem Gedenktag, dem 20. August, in einer großen Prozession um die Stadtmauer herumgetragen wurden. Dabei sangen die Gläubigen u. a.: De leve here sunt Autor / de is eyn hillich man, / is unse procurator, / de vor uns striden kan. Eine solche jährliche Feier im Domstift St. Blasius wurde 1298 vom Rat der Stadt gestiftet. Die Stiftung einer Autorskapelle im Dom ist für 1317 belegt. Während der „Großen Schicht“ von 1374 bis 1380 wurden acht Ratsmitglieder getötet. Nach der Niederschlagung dieses innerstädtischen Aufstandes wurde 1386 zur Sühne die Autorskapelle am Altstadtrathaus errichtet. Die Überwindung der Unruhen von 1445 bis 1446 veranlasste den Rat, aus Dankbarkeit einen silbernen Reliquienschrein anfertigen zu lassen, der 1457 fertiggestellt wurde. Seit 1457 wurde der Schrein alljährlich von 12 Ratsherren in einer Prozession um die Stadtmauern getragen. Darüber hinaus wurde 1493/94 eine Lampenkrone mit der Silhouette der Stadt angefertigt.
Mit dem Einzug der Reformation in Braunschweig im Jahre 1528 endete die Heiligenverehrung in der Stadt. Der zum Katholizismus konvertierte Herzog Anton Ulrich veranlasste 1710 die Beisetzung der Reliquien in einem Monumentum, das 1789 abgebrochen wurde. Die Gebeine wurden in der Chorscheitelkapelle der Aegidienkirche bestattet. Dort wurden sie in den Jahren 1789, 1938 und 1976 wieder aufgefunden. An der Rückwand der Kapelle befindet sich die Inschrift: St. Auctor – Hier wurden die von Herzog Anton Ulrich beigesetzten Gebeine des Hl. Auctor am 4. Juni 1976 wieder aufgefunden+. Am 20. August 1955 erfolgte die Erneuerung des Festes zum Jahrestag des Stadtpatrons durch die katholische Gemeinde.

### Grabplatte von 1710
Die Chorscheitelkapelle von St. Aegidien in Braunschweig ist als St.-Auctor-Kapelle gestaltet. An der Rückwand richten sich deutsche und lateinische Inschriften an den Besucher unserer Zeit. Im Boden ist die Grabplatte eingelassen, die Herzog Anton Ulrich im Jahr 1710 anfertigen ließ:
| Bild | Inschrift | Übersetzung |
| ---- | --- | --- |
|      | D(EO) O(PTIMO) M(AXIMO) SANCTO AUCTORI SAECULO P(OST) N(ATIVITATEM) C(HRISTI) IV. METENSIUM EPISCOPO TREVIRENSIUM ARCHIEPISCOPO ET THAUMATURGO CUIUS OSSA GERTRUDIS BRUNSVIGAE DOMINA TREVIRENSIBUS PIO FURTO ABSTULIT HUC DETULIT A(NNO) M.CXV QUEMQUE DEIN CIVITAS PATRONUM SIBI STATUIT & COLUIT MULTIMODE NUNC DEMUM CERTIOR URBIS SUAE PATRONUS IMO PATER ANTONIUS ULRICUS DUX BRUNSV(IGENSIS) ET LUNEB(URGENSIS) TERRA UT TERRA FIAT RECONDITO HOC MONUMENTUM FIERI FECIT A(NNO) M.DCCX ABI SIS VIATOR ET SI AD SANCTOS TENDIS SANCTOS HONORA SANCTISSIMUM ADORA | – Gott, dem Besten und Größten – Dem heiligen Auctor, im 4. Jahrhundert nach der Geburt Christi Bischof von Metz, Erzbischof von Trier und Wundertäter, dessen Gebeine Gertrud, Herrin von Braunschweig, den Trierern durch frommen Diebstahl entwendete und hierher übertrug im Jahr 1115 und den darauf die Stadt sich zum Schutzpatron bestimmte und auf vielerlei Weise verehrte, ihm hat nun schließlich ein sichererer Schutzherr seiner Stadt, vielmehr ihr Vater Anton Ulrich, Herzog von Braunschweig und Lüneburg, nachdem er ihn, damit er Erde werde, in der Erde barg, dieses Denkmal anfertigen lassen im Jahr 1710. Geh denn, Wanderer, und wenn du nach den Heiligen strebst, ehre die Heiligen, den Allerheiligsten bete an. |

### Quelle und Darstellung
Berthold Meier (1451–1465), Abt und Chronist des Aegidienklosters, verfasste kurz nach 1457 die „Legenden und Geschichten des Klosters St. Aegidien zu Braunschweig“ in niederdeutscher Sprache. Das 76 Blätter umfassende Werk widmete er dem Rat der Stadt. Die Handschrift wird heute im Kestner-Museum in Hannover aufbewahrt. In ihr befindet sich die bekannteste Darstellung des Heiligen Auctor. Die Miniatur, die um 1460 von einem unbekannten Künstler geschaffen wurde, misst 242 × 165 mm. Sie zeigt St. Auctor mit Schwert und Bischofsstab über der Stadt Braunschweig schwebend. Am linken unteren Bildrand erkennt man mehrere Benediktinermönche dankend zu ihm aufblicken, am rechten unteren Rand den Bürgermeister und den Rat der Stadt. Beiden zu Füßen sind die Wappen des Bischofs (mit Mitra) sowie der Stadt Braunschweig (der steigende, rote Braunschweiger Löwe) sichtbar.
Bei der Abbildung der Stadt handelt es sich um die erste bekannte bildliche Darstellung Braunschweigs. Die Ansicht ist aus Südwesten. Allerdings ist nicht eindeutig geklärt, welche der Gebäude abgebildet sind. Vieles der gotisch geprägten Stadtlandschaft ist vereinfachend dargestellt.
Meier verfasste die Schrift, in der auch St. Aegidius, der zweite Hauptheilige der Kirche, Erwähnung findet, kurz nachdem er als Abt veranlasst hatte, dass die Gebeine St. Auctors am Sonntag Laetare 1457 in einen neu geschaffenen silbernen Schrein umgebettet wurden. Der neue Schrein war als Dank für das unblutige Ende der „Schicht der ungehorsamen Bürger“ (Schicht der unhorsem borger, 1445/46) vom Rat der Stadt gestiftet worden. Im „Großen Brief“ hatten sich die Konfliktparteien Rat, Gemeinden und die Bürger, die in den ratsfähigen Gilden zusammengeschlossen waren, über deren zukünftige politische Mitsprache geeinigt. Der „Große Brief“ wurde mit einem neu geschaffenen Siegel besiegelt, das St. Auctor im Bischofsgewand zeigt.
1494 verehrte der Rat der Stadt Braunschweig der Aegidienkirche ein aus Silber gefertigtes Modell Braunschweigs, das von einer Figur gekrönt war, die den Heiligen Auctor darstellte. Das einer Lichtkrone gleiche Modell des irdisch/himmlischen Jerusalems wurde in der Kirche aufgehängt. Am Seitengiebel der Aegidienkirche ist noch heute eine Darstellung des Heiligen zu sehen.

### St. Auctor als Namensgeber
Nachdem die fünf Weichbilde Altewiek, Altstadt, Hagen, Neustadt und Sack 1445 zu einer einzigen politischen Körperschaft erhoben worden war, entstand das Auctorsiegel, das das gemeinsame Siegel für die „Meynheit“, das heißt, für alle fünf war. In sämtlichen Kirchen der Stadt befanden sich Auctor-Altäre. Abbildungen des Heiligen sind auf den nach ihm benannten braunschweigischen Auctorgroschen zu sehen, die zwischen 1499 und 1501 geprägt wurden. Am Altstadtmarkt, direkt nordöstlich an das Altstadtrathaus angrenzend, befand sich zwischen 1380 und 1679 die Autorskapelle. Nach dem Abriss dieser Sühnekapelle wurde am selben Ort 1681 der Autorshof errichtet. Im Süden der Stadt Braunschweig liegt die nach dem Heiligen benannte Autorstraße.
Der Vorname „Autor“ wurde auch nach der Reformation in Braunschweig als Synonym für „Braunschweiger“ verwendet.
In der lothringischen Ortschaft Rezonville, westlich von Metz ist Auctor die Kirche St-Auteur geweiht.